# Uronemoidei
Az Uronemoidei a csontos halak (Osteichthyes) főosztályának izmosúszójú halak (Sarcopterygii) osztályába, ezen belül a tüdőshalalakúak (Ceratodontiformes) rendjébe tartozó alrend.

## Rendszerezés
Az alrendbe az alábbi 2 család tartozik:
- †Conchopomatidae Berg, 1940
- †Uronemidae Traquair, 1890